# 村上孝太郎
村上 孝太郎（むらかみ こうたろう、1916年（大正5年）6月29日 - 1971年（昭和46年）9月8日）は、日本の大蔵官僚、政治家。参議院議員（1期）。位階は従三位、勲等は勲二等。

## 経歴
本籍愛媛県越智郡宮窪村（宮窪町を経て現今治市）。東京で村上常太郎の長男として生まれる。広島高師附属中学校（現広島大附属中）、第一高等学校を経て、1939年（昭和14年）東京帝国大学法学部政治学科卒業。東京帝大在学中の1938年（昭和13年）10月、高等試験行政科試験に合格。卒業後は大蔵省に入省。配属先は専売局長官官房書記兼大臣官房文書課。神戸税関総務部長、神戸税関業務部長兼税関長官房主事、主計局主計官（商工、労働、連絡調整担当）、主計局主計官兼主計局総務課、主計局主計官（総理府担当）、主計局主計官（保安担当）、主計局法規課長、主計局総務課長、経済企画庁長官官房長などを経て、1965年（昭和40年）4月23日、大蔵省官房長。在任中に証券不況が発生、戦後初めて赤字国債を発行したことの将来への危惧感から、複数年度予算を認めて財政に弾力性をつける方針を省内でまとめる。しかし、この方針は内閣法制局（長官高辻正己）から「憲法86条の会計年度独立の原則に反する」と判断されて頓挫する。そこで次善策として、徹底した歳出削減を求める"財政硬直化打破キャンペーン"を打ち出し、国会議員に説いて回った。
1967年（昭和42年）1月10日、事務次官谷村裕のもとで、主計局長を務める。
1968年（昭和43年）大蔵事務次官就任。1971年（昭和46年）6月の第9回参議院議員通常選挙全国区に自由民主党の公認を受け、『走れコウタロー』をキャンペーンソングに初当選したが、登院は1日のみで癌で倒れ、わずか3か月後の同年9月8日に、参議院議員在任のまま肝硬変のため死去、55歳。死没日をもって勲二等瑞宝章追贈、従六位から従三位に叙され。なお、選挙に当たっては全農、九州酒造杜氏組合、キリンビール名古屋支店などから支援を受けたが、支援者の中から法定外文書違反、買収で22人の逮捕者を出している。
経企庁官房長就任以前に精巣癌で余命半年を宣告されたが回復している。

## 親族
- 祖父 - 村上紋四郎（今治市長）
- 父 - 村上常太郎（東京控訴院次席検事）
- 弟 - 村上信二郎（衆議院議員）
- 弟 - 村上清（年金評論家）
- 甥 - 村上誠一郎（自由民主党衆議院議員）
- 姪 - 岡田多津子（衆議院議員岡田克也の妻）

## 著作
- 『補助金等適正化法の解説』大蔵財務協会、1955年。
- 『日本の世紀との対話』大村書店、1970年。
- 村上倫太郎編『村上孝太郎一巻集:一行政官の思想と行動』村上倫太郎、1977年。